# Il principe Lestat
Il principe Lestat (Prince Lestat) è un romanzo dell'orrore del 2014 scritto da Anne Rice.
È l'undicesimo capitolo della serie delle Cronache dei vampiri, pubblicato più di dieci anni dopo Blood, che in origine doveva essere il romanzo conclusivo della serie.

## Trama
Un decennio dopo gli eventi di Blood, un'enigmatica Voce comincia a insinuarsi nelle menti dei vampiri, spingendoli a distruggersi a vicenda. Di fronte a questa minaccia vari non morti, sia già noti che presentati per la prima volta in questo romanzo, si rivolgono a Lestat affinché egli riemerga dal suo lungo ritiro e si metta alla guida di una congrega finalmente unita per combattere questo misterioso pericolo, dietro al quale è nascosto lo stesso Amel, lo spirito grazie al quale ha avuto origine l'intera specie dei vampiri.

## Edizioni
- Anne Rice, Il principe Lestat, traduzione di Sara Caraffini, collana La Gaja scienza, Longanesi, 2014,  p. 559, ISBN 978-88-304-4143-9.